# Ejército de la Bahía de Tokio
El Ejército de la Bahía de Tokio (東京湾兵団 Tokyo wan heidan) fue un ejército del Ejército Imperial Japonés durante los últimos días de la Segunda Guerra Mundial.

## Historia
El Ejército la Bahía de Tokio se formó el 19 de junio de 1945, bajo el Ejército Japonés del Área XII como parte del último esfuerzo de defensa desesperado del Imperio del Japón para disuadir posibles desembarcos de fuerzas aliadas en la región de Kantō. El Ejército de la Bahía de Tokio tenía su sede en Tateyama, Chiba. Consistía en su mayoría de reservistas mal entrenados, estudiantes reclutados y milicias de guardias de los Cuerpos Voluntarios de Combate. Fue desmovilizado tras la rendición de Japón el 15 de agosto de 1945, sin haber entrado en combate.